# Chelsea Kane
Chelsea Kane Staub (Phoenix, Arizona, 15 de setembro de 1988) é uma atriz, cantora e dançarina americana.

## Carreira
Kane é filha de Becky e John Staub. Ela cresceu em Phoenix, Arizona, onde ela estudou na Mohave Middle School. Ela foi uma aluna da Valley Youth Theatre. Ela também estudou na Saguaro High School por um ano, antes de se mudar para Los Angeles, Califórnia.
Em 2007, ela começou bem o seu primeiro papel teatral, no filme Bratz: The Movie, como Meredith Baxter Dimly, o papel principal de antagonista. Ela canta duas das músicas na trilha sonora do filme.
Em 2008, ela atuou no filme Minutemen da Disney como Stephanie Jameson. No mesmo ano ela fez uma pequena participação na série original da Disney, Os Feiticeiros de Waverly Place, como Kari Langsdorf, futura namorada de Justin, interpretado por David Henrie.
Em 2010, Chelsea atuou no filme Starstruck, protagonizado por Sterling Knight, onde ela interpreta a "namorada" do personagem do mesmo.
Na série JONAS, da Disney. Ela interpreta Stella Malone, amiga de infância dos irmãos Jonas (Nick Jonas, Kevin Jonas e Joe Jonas), e estilista da banda Jonas. Sua melhor amiga é Macy Misa, fã número um dos Jonas e uma garota atlética. Na série, podemos perceber que Stella Malone e Joe Lucas são apaixonados um pelo outro. Em 2011, Kane participou da 9° temporada da série One Tree Hill como Tara, dona do café rival ao Karen's Café e, desde 2012, interpreta Riley na série de comédia da ABC Baby Daddy. Em 2013, participou do filme da rede americana de televisão ABC Lovestruck: The Musical (no Brasil, "Poção da Juventude) como a jovem Harper/Debbie Hayworth.

## Filmografia
| Filme       | Filme                            | Filme                        | Filme                                      |
| Ano         | Filme                            | Personagem                   | Notas                                      |
| ----------- | -------------------------------- | ---------------------------- | ------------------------------------------ |
| 2003        | Arizona Summer                   | Carol                        |                                            |
| 2007        | Bratz: The Movie                 | Meredith Baxter Dimly        | Primeiro papel no cinema                   |
| 2008        | Minutemen                        | Stephanie Jameson            | Disney Channel Original Movie              |
| 2009        | Girlfriend                       | Summer                       |                                            |
| 2010        | Starstruck                       | Alexis Bender                | Disney Channel Original Movie              |
| 2013        | Lovestruck: The Musical          | Jovem Harper/Debbie Hayworth |                                            |
| Televisão   |                                  |                              |                                            |
| Ano         | Titulo                           | Personagem                   | Notas                                      |
| 2004        | Summerland                       | Sharon                       | 1 episódio                                 |
| 2004        | Cracking Up                      | Gwen Jones                   | 2 episódios                                |
| 2008        | Wizards of Waverly Place         | Kari Landsdorf               | 1 episódio, "The Supernatural"             |
| 2008        | ER                               | Erica                        |                                            |
| 2008        | Disney Channel Games             | Ela Mesma                    | 5 episódios                                |
| 2008        | Jonas Brothers: Living the Dream | Ela Mesma                    | 1 episódio, "Beutiful Tour"                |
| 2008        | Zapping Zone                     | Ela Mesma                    |                                            |
| 2009        | JONAS                            | Stella Malone                | Disney Channel Original Series             |
| 2010        | Fish Hooks                       | Bea                          | Animação Disney Channel Original Series    |
| 2010        | JONAS L.A.                       | Stella Malone                | Disney Channel Original Series             |
| 2011        | The Homes                        | Annie                        | Lockerz                                    |
| 2011        | One Tree Hill                    | Tara                         | Recorrente 9° Temporada                    |
| 2012        | Baby Daddy                       | Riley                        |                                            |
| 2012        | Drop Dead Diva                   | Paige McBride                |                                            |
|             | C.S.I.                           | Estudante                    |                                            |
| Videoclipes |                                  |                              |                                            |
| Ano         | Titulo                           | Personagem                   | Artista                                    |
| 2009        | U Can't Touch This               | Garota perto da casa         | Daniel Curtis Lee, Adam Hicks e Hutch Dano |
| 2009        | Chelsea                          | Ela mesma                    | The Summer Set                             |
| 2010        | Keep It real                     | Stella Malone                | Jonas Brothers                             |
| 2010        | L.A. Baby                        | Stella Malone                | Jonas Brothers                             |

## Prêmios
- Chelsea ganhou seu primeiro prêmio, no importante Teen Choice Awards na categoria  Estrela Feminina por sua atuação na série JONAS como Stella Malone.